# جمال الدين الغربي
جمال الدين الغربي (بالفرنسية: Jameleddine Gharbi)‏ ولد في 5 ديسمبر 1964 في جندوبة. هو سياسي تونسي.

شغل منصب وزير التنمية الجهوية والتخطيط في حكومة حمادي الجبالي بين 2011 و2013، بعد الثورة التونسية.

## السيرة الذاتية
تحصل الغربي على شهادة الدكتوراه من كلية الدراسات التجارية العليا في مونتريال في كندا، وبعد ذلك بدأ بالتدريس في جامعة جندوبة في تونس، وهو أيضا نائب رئيسها، والمدير المسؤول عن التدريب والخدمات التعليمية الافتراضية. هو كذلك مؤسس ورئيس جمعية مختصة في مجال التنمية والاستثمار، وهو كذلك رئيس مركز التفكير الاستراتيجي للتنمية بالشمال الغربي والذي مقره جندوبة. 

نشر جامل الدين الغربي حوالي 40 مقال علمي في عدة مجلات تونسية وأمريكية. من بين مؤلفاته يوجد أنطولوجيا التسويق (Ontologie du marketing) وكذلك نظرية المعرفة في التسويق (Épistémologie du marketing). 

الغربي هو عضو في حزب حركة النهضة، وتم تعيينة بعد انتخابات 23 أكتوبر 2011، في منصب وزير التنمية الجهوية والتخطيط وذلك في حكومة حمادي الجبالي، يساعده في الوزارة لمين دغري الذي كان كاتب دولة. هذا الأخير أصبح في 13 مارس 2013، وزير التنمية والتعاون الدولي في حكومة علي العريض.

## الحياة الخاصة
جمال الدين الغربي متزوج وأب لأربعة أبناء.

## مقالات ذات صلة
- حركة النهضة (تونس).